# Palme (Heraldik)
Die Palme ist, wie der Palmwedel, in der Heraldik eine Wappenfigur.
Die Darstellung erfolgt im Wappen und auch als Prachtstück neben oder hinter den Schild als ganze Pflanze. Im Oberwappen als Helmkleinod findet man die Pflanze. Die Palme wird überwiegend in Grün tingiert, seltener in Gold oder anderer Farbe, und wird wie andere Pflanzen mehr oder weniger stilisiert. Die gewählte Art beschränkt sich überwiegend auf die Dattel- und die Kokospalme. Die häufig gewählte Anzahl ist ein oder zwei Stück. Die Palme, auch der Palmwedel, wird als das Symbol für Frieden verstanden. Der Einzug in die Heraldik kann in das Mittelalter datiert werden, so wie etwa im Oberwappen derer von Pfuel, einem alten Adelsgeschlecht aus dem Barnim in Brandenburg.

Landkreis Köthen (1950–2007)
Stadtwappen von Miami
Stadtwappen von Nîmes
Palme im Wappen Saudi-Arabiens
Palme im Oberwappen des Adelsgeschlechts von Pfuel
Wappen von Landser (Haut-Rhin)

Im Wappen der Dominikanischen Republik ist die Palme seit 1802 unter dem Begriff Palmetto der sogenannte Freiheitsbaum der aufständischen Sklaven geworden. Auch in der Flagge und im Wappen Haitis ist sie zum gleichen Ruhm mit der Jakobinermütze gekommen.
Beispiele für die Verwendung der Palme in Staatswappen sind Madagaskar (seit 1958 stark stilisiert); oder Saudi-Arabien seit den 1930er Jahren über zwei gekreuzten Säbeln. Im Wappen vom Landkreis Anhalt-Bitterfeld ist eine silberne Kokospalme mit zwei silbernen Nüssen im vierten Feld. Auch die südfranzösische Stadt Nîmes zeigt in ihrem Wappen den Baum.